# Václav Peřina (pilot)
Václav Peřina (30. srpna 1906, Milíčeves, okres Jičín – 6. září 1931, Třebíč) byl český pilot.

## Biografie
Narodil se v Milíčevsi v okrese Jičín, v roce 1924 dokončil Gymnázium v Novém Jičíně, následně v roce 1925 nastoupil na vojnu, kde se přihlásil k letectvu. Stal se žákem pilotní školy v Prostějově a následně v Chebu, posléze působil jako pilot u 2. leteckého pluku v Olomouci. V roce 1929 odešel z armády a nastoupil jako předváděcí pilot v brněnské Zbrojovce, působil také v Moravském aeroklubu. Dne 29. května 1929 havaroval s letadlem havaroval v Brně-Slatině na leteckém dnu s letounem Letov Š-20, kdy mu vysadil motor a stroj se zřítil na hangár, Václav Peřina nebyl zraněn.

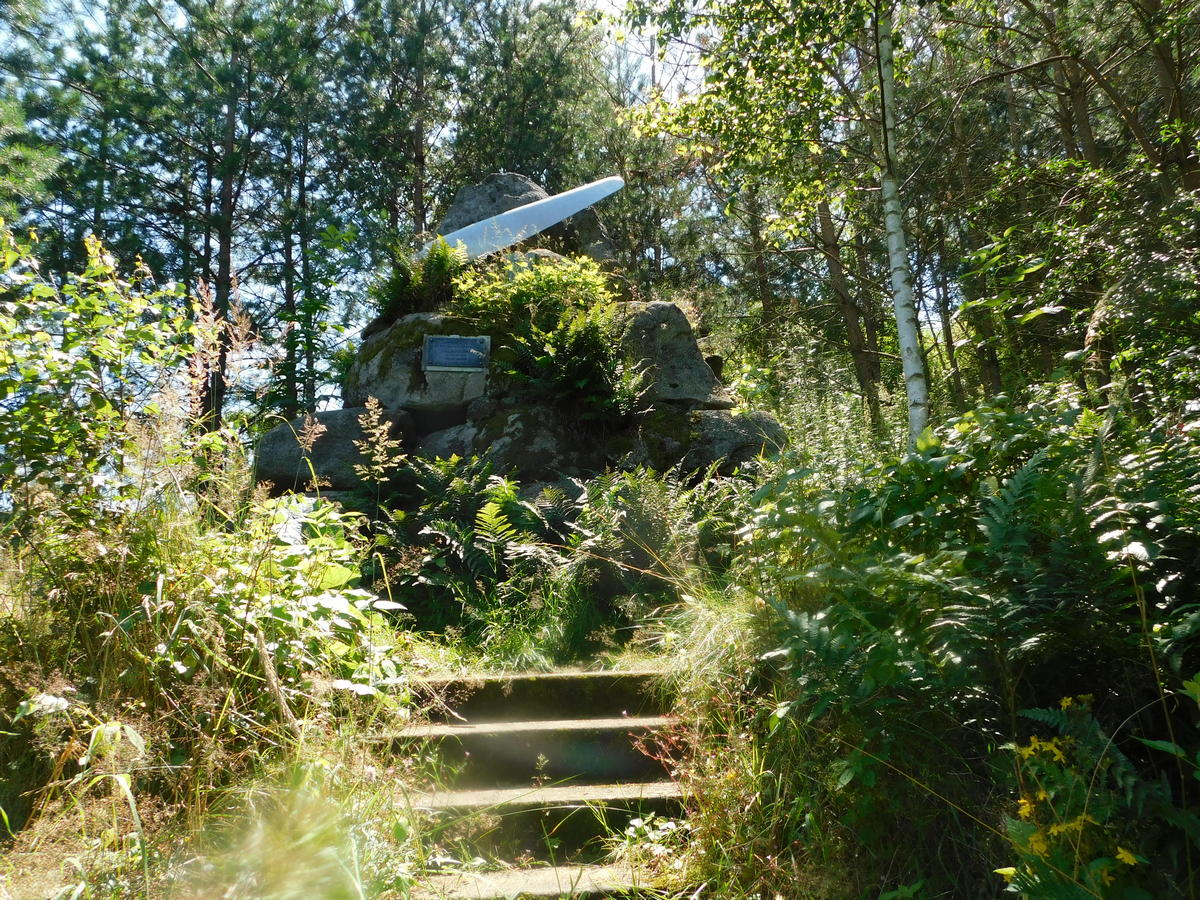
Mohyla Václava Peřiny v Kožichovicích u Třebíče kde se Václav Peřina zřítil s letadlem a následně v něm uhořel

Dne 6. září se v Třebíči konal letecký den, kdy při jednom z přeletů Václav Peřina havaroval v letounu Aero A-18 (signatura OK-ACN) a na místě zahynul. Nehoda se měla odehrát kolem 16.30 hodin, kdy v plné rychlosti Václav Peřina se svým letadlem narazil do stráně nad Kožichovickým potokem v Lorenzových sadech, letoun vybuchl a shořel. Dle posmrtného ohledání lékařem měl být mrtvý již při nárazu a oheň jej už zasáhl po smrti. Dne 8. září byly ostatky převezeny na Karlovo náměstí, kdy došlo k oficiálnímu rozloučení, které vedl starosta Josef Vaněk. Následně byly ostatky převezeny do Milíčevse.
V roce 1932 pak byla na místě nehody v Lorenzových sadech vztyčena tzv. Mohyla Václava Peřiny, která připomíná nehodu a smrt Václava Peřiny. Na mohyle byla původně instalována originální vrtule z letounu Václava Peřiny, ta později byla ukradena. V roce 1978 byla instalována kovová vrtule. Mohyla je v současné době zarostlá a je k ní obtížný přístup, kdy město Třebíč se snaží přístup vyčistit a umožnit.
V roce 2021 byl vydán sborník s názvem Tajemství Peřinovy mohyly.